# Odontocolon aethiops
Odontocolon aethiops är en stekelart som först beskrevs av Cresson 1865.  Odontocolon aethiops ingår i släktet Odontocolon och familjen brokparasitsteklar. Inga underarter finns listade i Catalogue of Life.